# Châtillon-Montrouge
Châtillon-Montrouge è una stazione della linea 13, e in futuro anche della 15, della metropolitana di Parigi.

## La stazione
La stazione è stata inaugurata nel 1976 ed è una stazione di superficie all'aperto.
Dal mese di giugno 2008, in questa stazione capolinea è presente l'inversione automatica del senso di marcia dei treni in assenza di manovratore. Questa situazione ha reso necessaria l'installazione di porte automatiche per impedire la caduta accidentale di passeggeri sui binari in assenza di un manovratore. Questo fa della stazione Châtillon - Montrouge la prima stazione della Metropolitana di Parigi (ad eccezione delle stazioni della linea 14, completamente automatizzata) ad essere equipaggiata con porte automatiche.
A far data dalla fine del 2011 verrà realizzata una interconnessione con la linea Châtillon-Viroflay della tramvia dell'Île-de-France.

## Interscambi
- Bus RATP - 68, 194, 195, 294, 295, 323, 391
- Bus notturni - N63, N66

## Galleria d'immagini

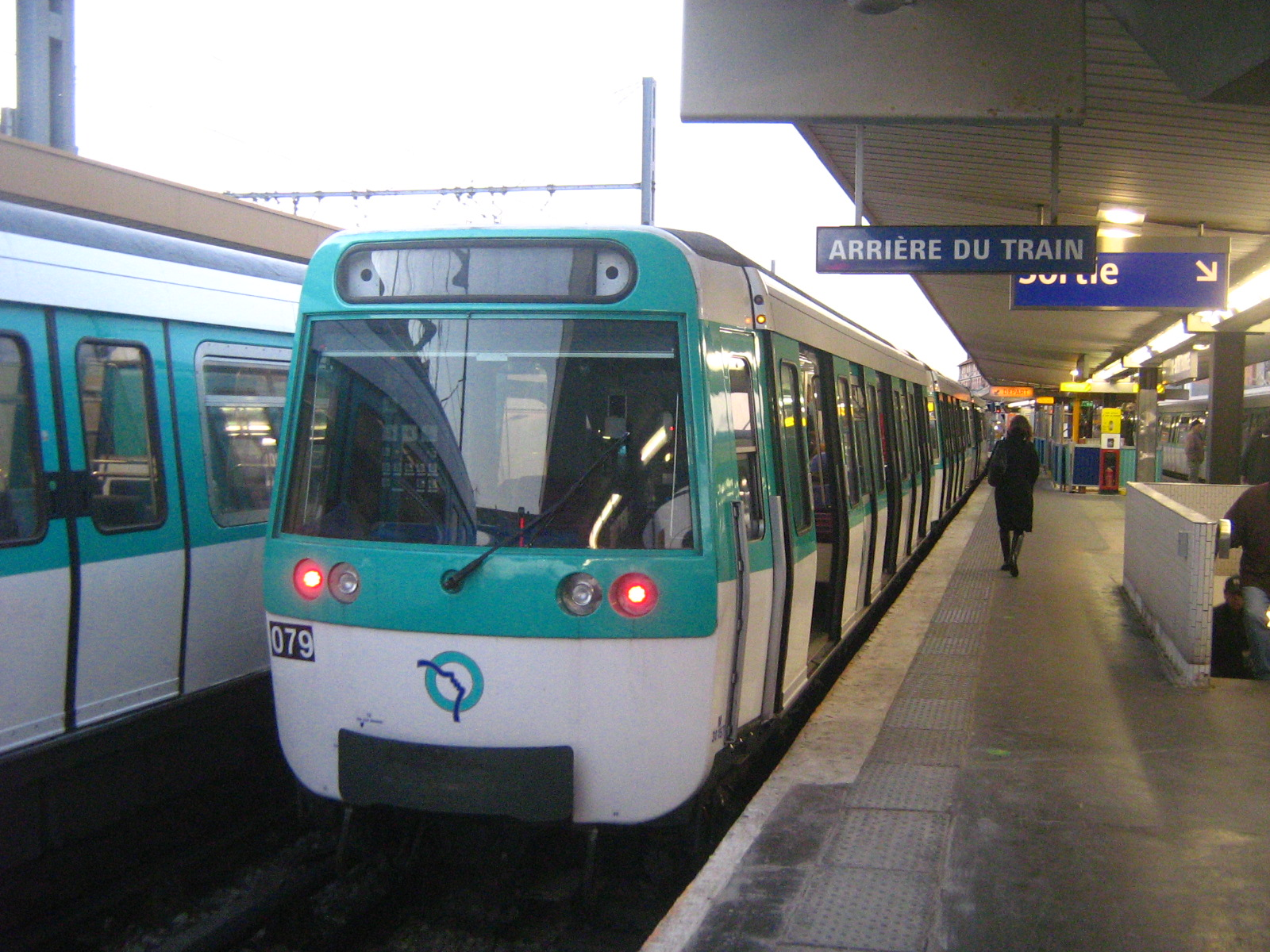
Treno MF 77 N° 079 in attesa della partenza
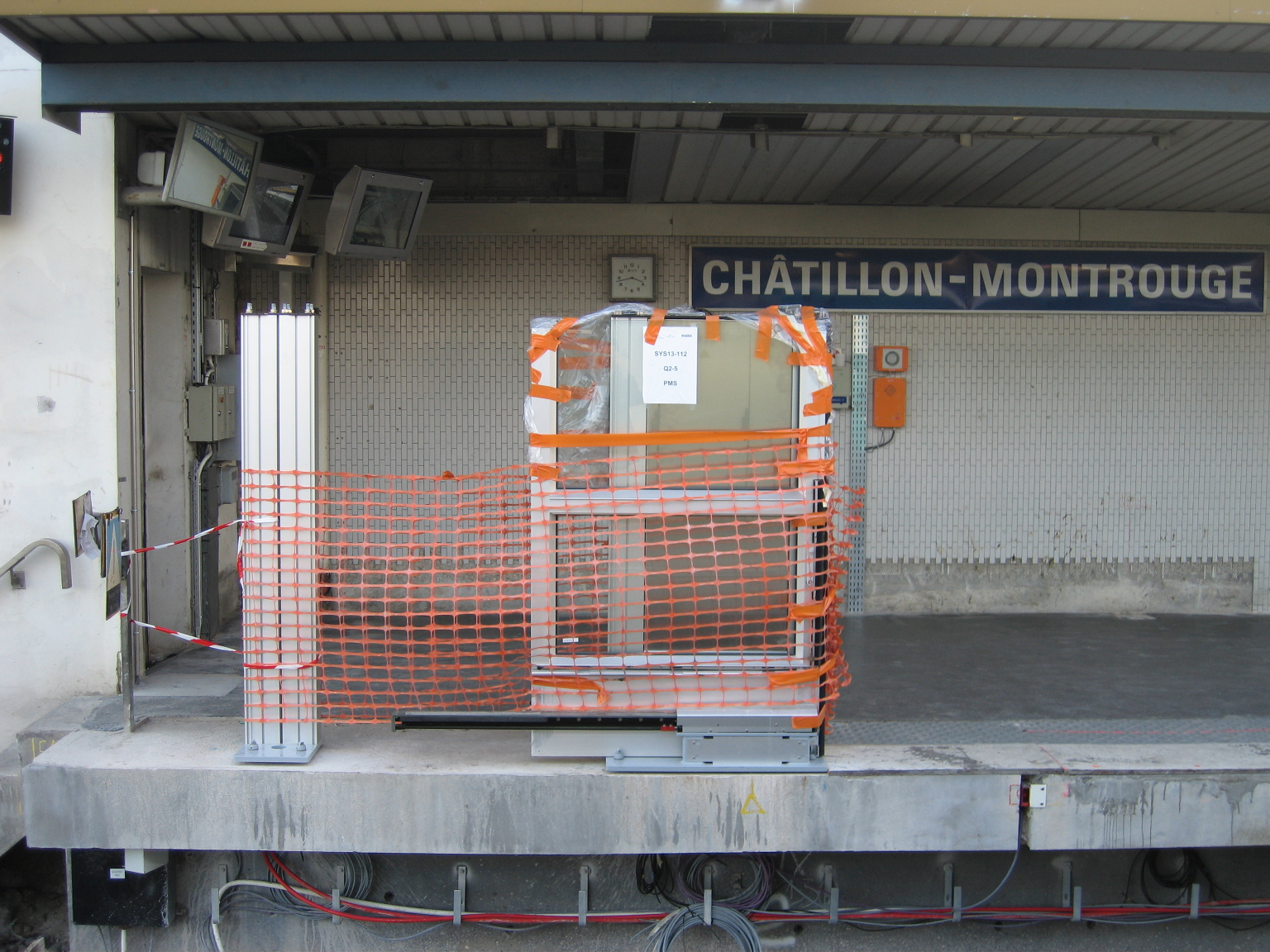
Installazione delle porte automatiche
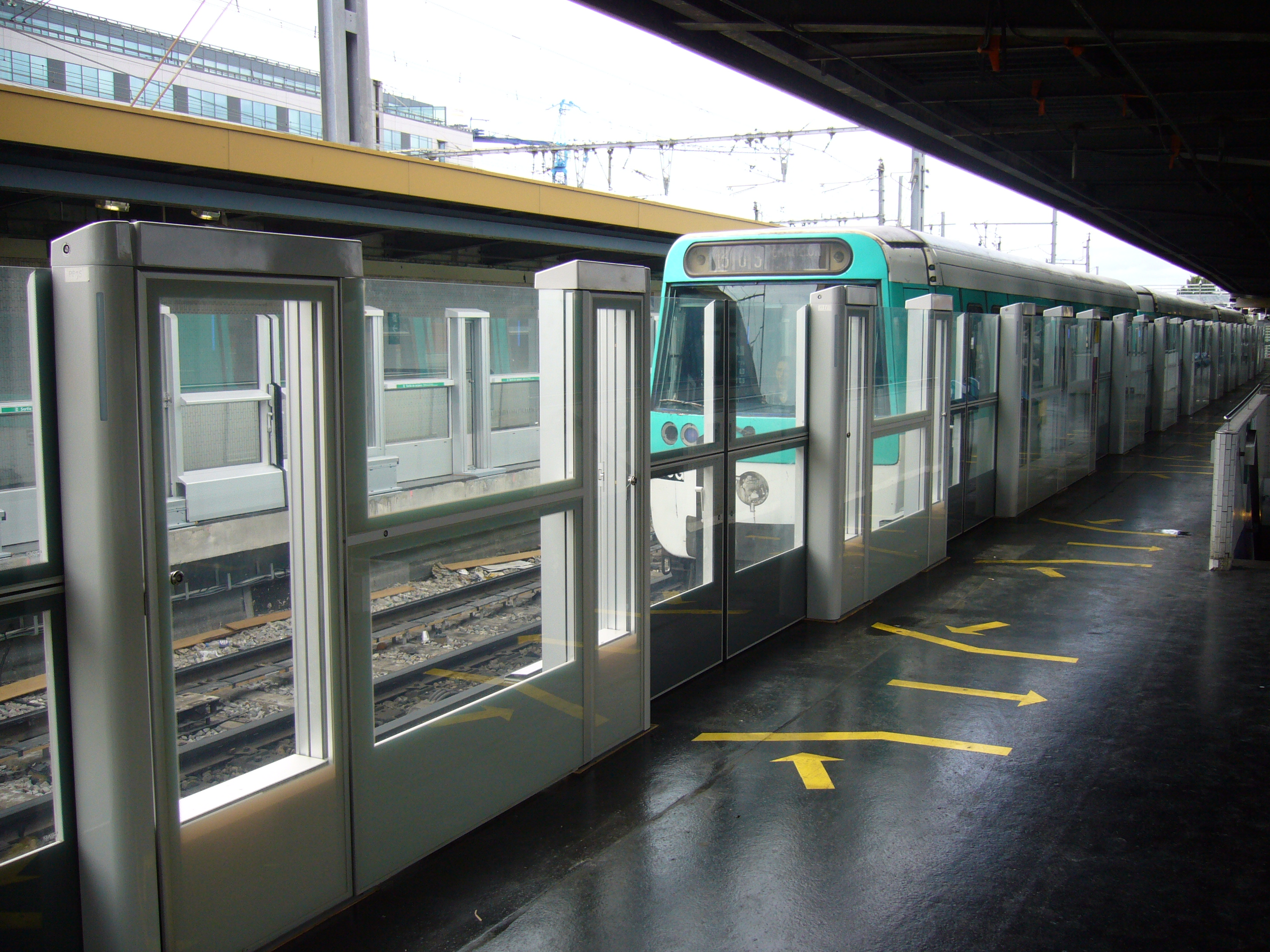
Porte autotiche viste dalla banchina